# Monochamus nigrosparsus
Monochamus nigrosparsus är en skalbaggsart som beskrevs av Stefan von Breuning 1938. Monochamus nigrosparsus ingår i släktet Monochamus och familjen långhorningar. Inga underarter finns listade i Catalogue of Life.